# 알데이야르포스
알데이야르포스(아이슬란드어: Aldeyjarfoss, IPA: [ˈaltˌeiːjarˌfɔsː] ( 듣기))는 아이슬란드 중앙고원에 있는 스캴판다플리오트강에 위치한 폭포이다. 폭포의 높이는 20m이다. 폭포의 양옆에는 주상절리 형태의 검은 현무암들이 있으며 이 현무암은 Bárðardalshraun이라고 불리는 9000년 된 용암 지대에 속한다. Hraun은 아이슬란드어로 용암을 뜻한다.

## 같이 보기
- 아이슬란드의 지리